# أماندا أوبام
تشاليسا أماندا أوبدام (التايلاندية: อ แมน ด้า ชา ร์ ลี น อ อบ ดั ม ؛ من مواليد 17 يونيو 1993) عارضة أزياء تايلندية كندية وحاملة لقب ملكة جمال الكون تايلاند 2020. تعتبر أماندا ثاني تايلاندية كندية على التوالي يفوز بلقب ملكة جمال الكون في تايلاند ، خلفًا لباوينسودا دروين، وبهدا اللقب مثلت بلدها تايلاند في مسابقة ملكة جمال الكون 2020 في هوليوود ، فلوريدا حيث احتلت المركز العاشر في الدور قبل النهائي.

## نشأتها والتعليم
ولدت أماندا في 17 يونيو 1993 في فوكيت لأب كندي هولندي وأم تايلاندية صينية. درست في برنامج اللغة الإنجليزية في مدرسة ساتري بوكيت والمدرسة البريطانية الدولية في فوكيت. بعد التخرج ، انتقلت إلى تورنتو للتسجيل في جامعة تورونتو ميسيسوجا ، وتخرجت بدرجة البكالوريوس في الاقتصاد وإدارة الأعمال والإدارة العامة في عام 2015 ، مع مرتبة الشرف الأولى.